# Alan Shatter

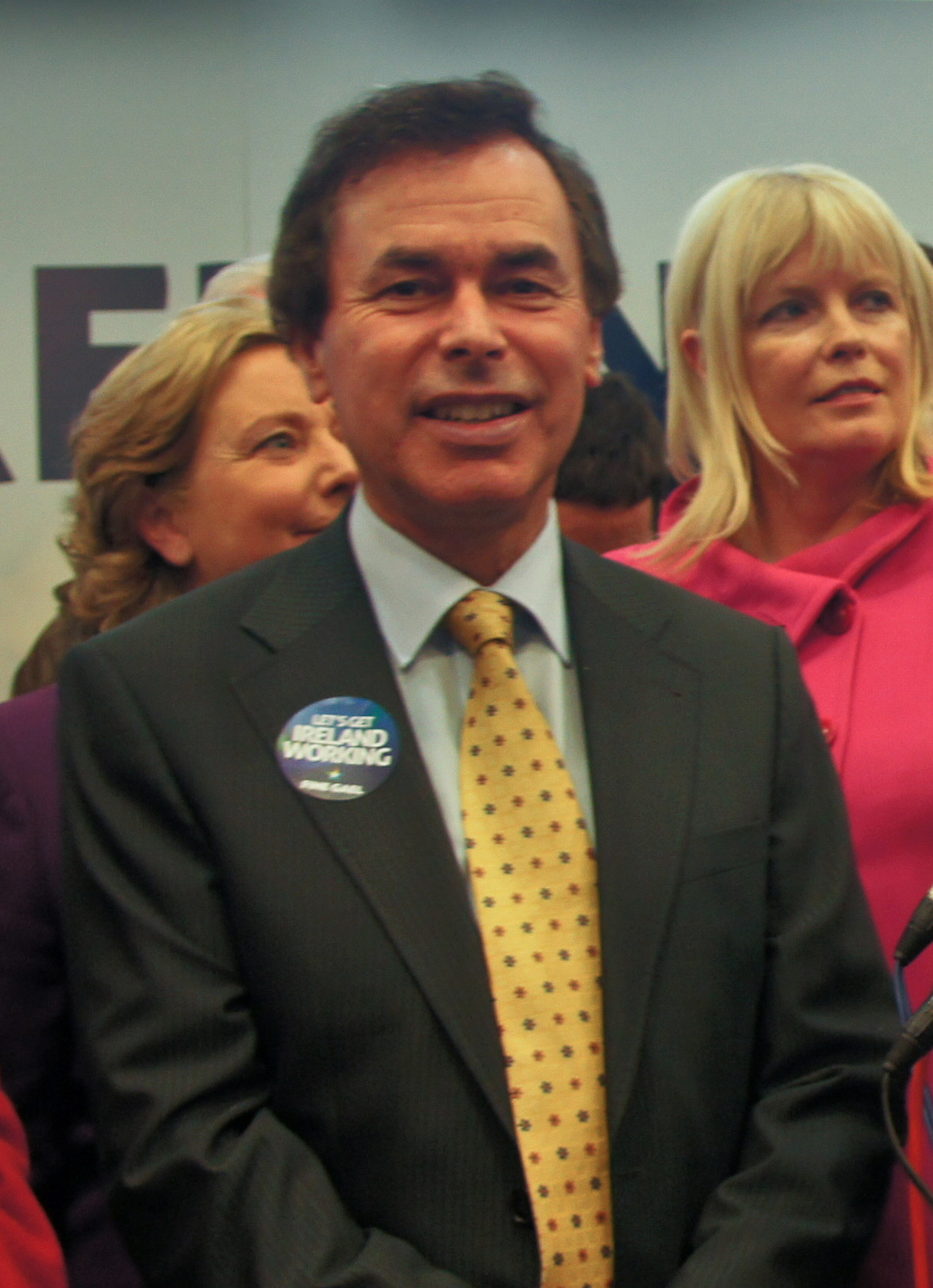
Alan Shatter (2011)

Alan Shatter (* 1. Februar 1951) ist ein irischer Politiker (Fine Gael) und war von März 2011 bis Mai 2014 Justiz- und Verteidigungsminister Irlands.
Im Alter von vier Jahren zog Shatter mit seinen Eltern von Rathgar nach Rathfarnham. Dort verbrachte er die nächsten 35 Jahre. Er besuchte die Rathgar National School und danach die örtliche High School. Nach Beendigung der Schule studierte er Rechtswissenschaften am Trinity College Dublin und besuchte das Europa Instituut der Universität von Amsterdam, wo er europäisches Recht, Politikwissenschaft und Ökonomie studierte.
1976 wurde er als Solicitor zugelassen. Ein Jahr später wurde er 1977 Partner in der neugegründeten Anwaltskanzlei Gallagher Shatter. Shatter zählt zu den wenigen Solicitors, die sowohl am High Court als auch am Supreme Court Irlands tätig waren.
1981 wurde er erstmals für die Fine Gael im Wahlkreis Dublin South in den Dáil Éireann gewählt und gehörte diesem, aufgrund mehrerer erfolgreicher Wiederwahlen, bis 2002 an. 2007 wurde Shatter erneut in den Dáil Éireann gewählt. Nach seiner Wiederwahl im Februar 2011 wurde er März 2011 Justiz- und Verteidigungsminister im Kabinett von Taoiseach Enda Kenny. Am 7. Mai 2014 legte er sein Amt nach wochenlangen Diskussionen über Missstände in der irischen Polizei nieder. Seine Nachfolgerin als Justizministerin wurde die bisherige Ministerin für Kinder- und Jugendangelegenheiten Frances Fitzgerald, während das Verteidigungsministerium dem Regierungschef zugeordnet wurde.
Shatter ist verheiratet und hat zwei Kinder. Er lebt mit seiner Familie in Ballinteer.

## Veröffentlichungen
- Family Law in the Republic of Ireland (1977)
- Family Planning Irish Style (1979)
- Laura (1989)